# Maurice Adevah-Pœuf
Maurice Adevah-Pœuf, né le 27 mars 1943 à Larodde dans le Puy-de-Dôme, et mort le 10 mai 2021 dans le 5e arrondissement de Paris, est un homme politique français.
Élu maire de Thiers de 1977 à 2001, il est élu dans la 5e circonscription du Puy-de-Dôme à quatre reprises face à René Barnérias dans un premier temps puis face à Jean-Marc Chartoire. Parallèlement à ces mandats, il remporte le canton de Thiers à deux reprises et préside à sa création le parc naturel régional Livradois-Forez dont il est un des membres fondateurs.

## Biographie
Professeur d'histoire-géographie et dirigeant de société, Maurice Adevah-Pœuf est député de la 5e circonscription du Puy-de-Dôme, en France, de 1981 à 1993 puis de 1997 à 2002. 
En 1977, la gauche thiernoise, unie pour la première fois dès le premier tour d'une municipale, reprend la ville perdue six ans plus tôt. Maurice Adevah-Pœuf, second de la liste conduite par Gilles Gauthier, est élu maire. Il affronte de nouveau René Barnérias aux législatives de 1978. S'il arrive en tête dans sa ville, il doit céder la circonscription. L'année suivante, Maurice Adevah-Pœuf prend sa revanche en étant élu conseiller général avant que la vague rose de 1981 le propulse à l'assemblée nationale et précipite la retraite politique de son rival. 
Maurice Adevah-Pœuf perd coup sur coup ses mandats de conseiller général (1992) et de député (1993) au profit de Jean-Marc Chartoire mais parvient à remporter les municipales en 1995 avec près de 61 % des voix au premier tour et retrouve l'Assemblée nationale en 1997. Il commence à se mettre en retrait de la vie politique thiernoise dès 1998, année où il envoie gagnante Annie Chevaldonné aux élections cantonales. En 2001, il perd de peu de voix face à son ancien adjoint Thierry Déglon qui reçoit le soutien de la droite locale. En 2002, il laisse sa place à Martine Munoz pour représenter le parti socialiste aux élections législatives.
Il est la personne qui sera restée le plus longtemps au titre de maire de Thiers. Ses actions portent surtout sur le développement touristique de la ville ; son bilan est plutôt favorable lors de son dernier mandat en tant que maire puisque Thiers n'a jamais autant accueilli de touristes que dans les années 1990. Lui et ses colistiers sont à l'origine de la création et du développement du musée de la coutellerie, du centre d'art contemporain du Creux de l'enfer, de la Vallée des Rouets ou encore de la réorganisation de l'office de tourisme de Thiers. Une attention forte est portée à la préservation du patrimoine communal avec la rénovation des deux églises romanes thiernoises, du château du Pirou, de multiples maisons à colombages dans le centre médiéval. Le navire présent sur le blason de la ville est mis en avant sur le logo communal.

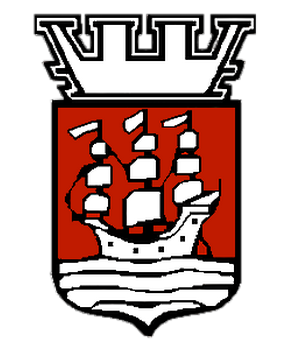
Le blason de Thiers utilisé comme logo communal sous les mandatures de Maurice Adevah-Pœuf.
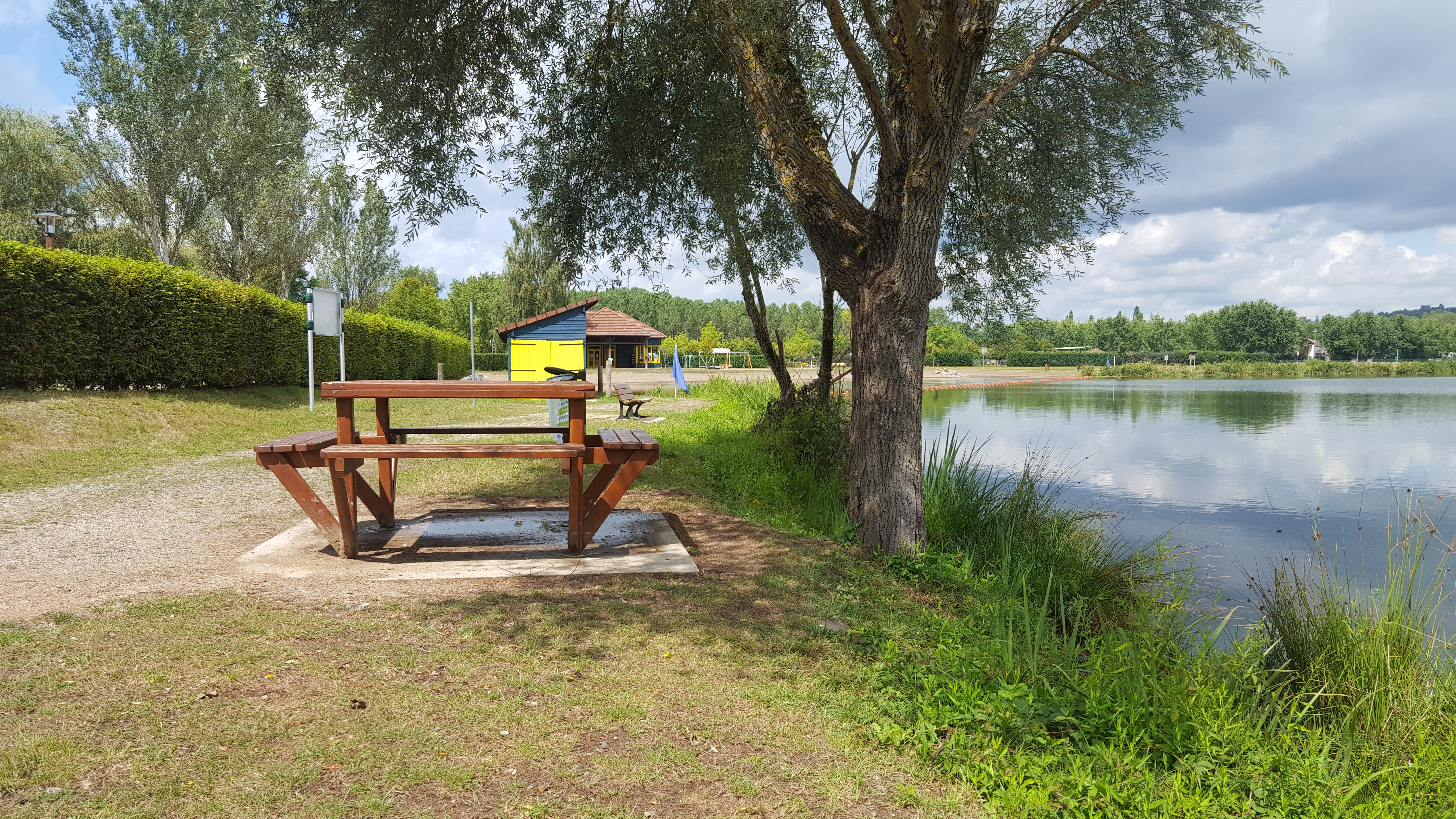
Une partie de la base de loisirs d'Iloa, ouverte en 1989.
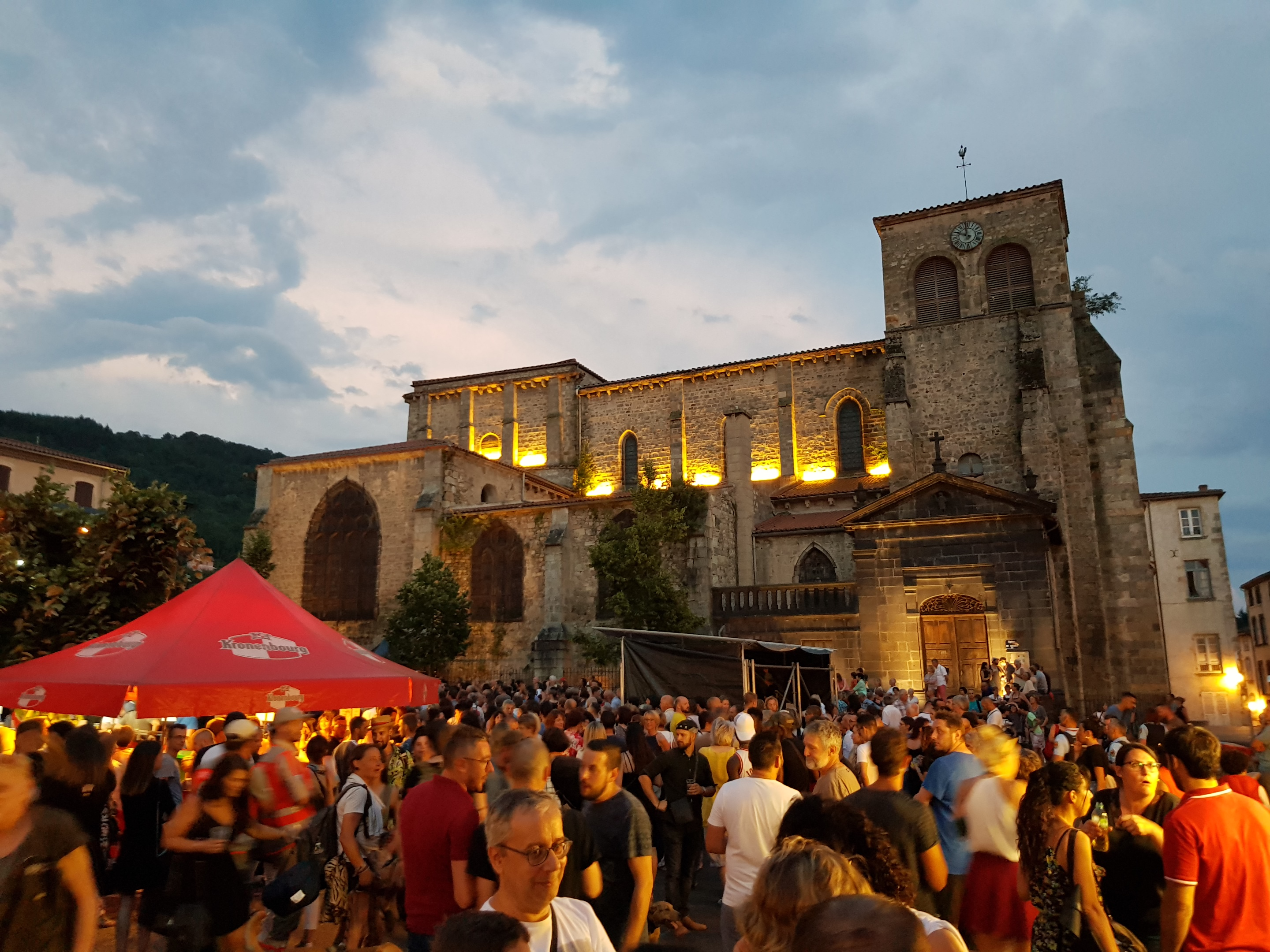
La Pamparina, fondée par Maurice Adevah-Pœuf, est un des plus grands festivals de la région Auvergne-Rhône-Alpes.